# عاشق اینم که ازت متنفر باشم
عاشق اینم که ازت متنفر باشم (انگلیسی: Love to Hate You) یک مجموعه تلویزیونی محصول کره جنوبی به کارگردانی کیم جونگ کوان و با بازی کیم اوک بین، ته‌او یو، کیم جی هون و گو وون هی است. این مجموعه در ۱۰ فوریه ۲۰۲۳ از نتفلیکس منتشر شد.

## خلاصه داستان
یو می ران وکیلی است که از کم آوردن جلوی مردها متنفر است و نام کانگ هو بازیگری است که به زنان بی‌اعتمادی عمیقی دارد و برخورد این دو، آنها را وارد یک جنگ عاشقانه می‌کند.

## بازیگران
- کیم اوک بین در نقش یو می ران[۴]

یک وکیل تازه‌کار در مؤسسه حقوقی سرگرمی گیلمو
- ته‌او یو در نقش نام کانگ هو[۵]

یک بازیگر تاپ کره‌ای
- کیم جی هون در نقش دو وون جون[۶]

کسی که رؤیای بازیگری را رها کرد و به مدیریت روی آورد و نام کانگ هو را به عنوان بهترین بازیگر در کره مطرح کرد.
- گو وون هی در نقش شین نا اون[۶]

همخانه و دوست صمیمی یو می ران
- لی جو بین در نقش اوه سه نا[۷]

عشق اول نام کانگ هو که بیش از ده سال است به عنوان «عشق اول ملت» دوست داشته می‌شود.
- کیم سونگ ریونگ در نقش چوی سو جین[۸]
- سونگ جی وو در نقش هوانگ جی یه[۹]

بازیگر زنی که با نام کانگ هو کار می‌کند.

## تولید
در ۴ نوامبر ۲۰۲۱، نتفلیکس گزارش کرد که مجموعهٔ جدید آنها با نام عاشق اینم که ازت متنفر باشم با بازی کیم اوک بین در نقش یو می ران، یک وکیل تازه‌کار در مؤسسه حقوقی سرگرمی گیلمو، و ته‌او یو در نقش نام کانگ هو یک بازیگر تاپ کره‌ای که به روابط عاشقانه علاقه‌ای ندارد، خواهد بود. این مجموعه به کارگردانی کیم جونگ کوان و نویسندگی چوی سو یونگ است و توسط بینج ورکس تولید شده‌است. در ۱۵ نوامبر ۲۰۲۱، گو وون هی به گروه بازیگران این مجموعه پیوست.
در ۲۳ ژانویه ۲۰۲۲، کیم سونگ ریونگ تصاویری از محل فیلم‌برداری این مجموعه را در اینستاگرام خود منتشر کرد.

## قسمت‌ها
| شم. | عنوان                                              | کارگردان      | نویسنده     | تاریخ پخش اصلی |
| --- | -------------------------------------------------- | ------------- | ----------- | -------------- |
| ۱   | «دختر بد»                                          | کیم جونگ کوان | چوی سو یونگ | ۱۰ فوریه ۲۰۲۳  |
| ۲   | «پسر بد»                                           | کیم جونگ کوان | چوی سو یونگ | ۱۰ فوریه ۲۰۲۳  |
| ۳   | «مردهای خوب رد می‌شوند، مردهای بد خوش‌شانسی می‌آورند» | کیم جونگ کوان | چوی سو یونگ | ۱۰ فوریه ۲۰۲۳  |
| ۴   | «کسی که فکر می‌کردم نبودی»                          | کیم جونگ کوان | چوی سو یونگ | ۱۰ فوریه ۲۰۲۳  |
| ۵   | «عشق فقط یک آزمایشه، زندگی یک چیز واقعیه»          | کیم جونگ کوان | چوی سو یونگ | ۱۰ فوریه ۲۰۲۳  |
| ۶   | «زن جذاب در برابر مرد جذاب»                        | کیم جونگ کوان | چوی سو یونگ | ۱۰ فوریه ۲۰۲۳  |
| ۷   | «مثلثات: نسخه مثلث عشقی»                           | کیم جونگ کوان | چوی سو یونگ | ۱۰ فوریه ۲۰۲۳  |
| ۸   | «طوری که تو تغییرم دادی»                           | کیم جونگ کوان | چوی سو یونگ | ۱۰ فوریه ۲۰۲۳  |
| ۹   | «تو منو به کسی که الان هستم تبدیل کردی»            | کیم جونگ کوان | چوی سو یونگ | ۱۰ فوریه ۲۰۲۳  |
| ۱۰  | «یک خداحافظی پرشور»                                | کیم جونگ کوان | چوی سو یونگ | ۱۰ فوریه ۲۰۲۳  |

## انتشار
عاشق اینم که ازت متنفر باشم در ۱۰ فوریه ۲۰۲۳ در نتفلیکس منتشر شد و برای استریم در سراسر جهان در دسترس قرار گرفت.